# Vietnã nos Jogos Olímpicos de Verão de 1988
O Vietnã participou dos Jogos Olímpicos de Verão de 1988 em Seul, na Coreia do Sul. Foi a oitava participação do país em Jogos Olímpicos de Verão.